# Provenchère (Haute-Saône)
Provenchère település Franciaországban, Haute-Saône megyében. Lakosainak száma 238 fő (2022. január 1.). Provenchère Breurey-lès-Faverney, Auxon, Bougnon, Fleurey-lès-Faverney és Villers-sur-Port községekkel határos.

## Népesség
A település népességének változása:
| Lakosok száma | 273  | 269  | 271  | 260  | 255  | 251  | 246  | 242  | 238  |
|               | 2013 | 2015 | 2016 | 2017 | 2018 | 2019 | 2020 | 2021 | 2022 |